# Ilitecaraquia
Ilitecaraquia ist eine Aldeia auf der südostasiatischen Insel Atauro, die zu Osttimor gehört. 2015 hatte die Aldeia 835 Einwohner.

## Geographie

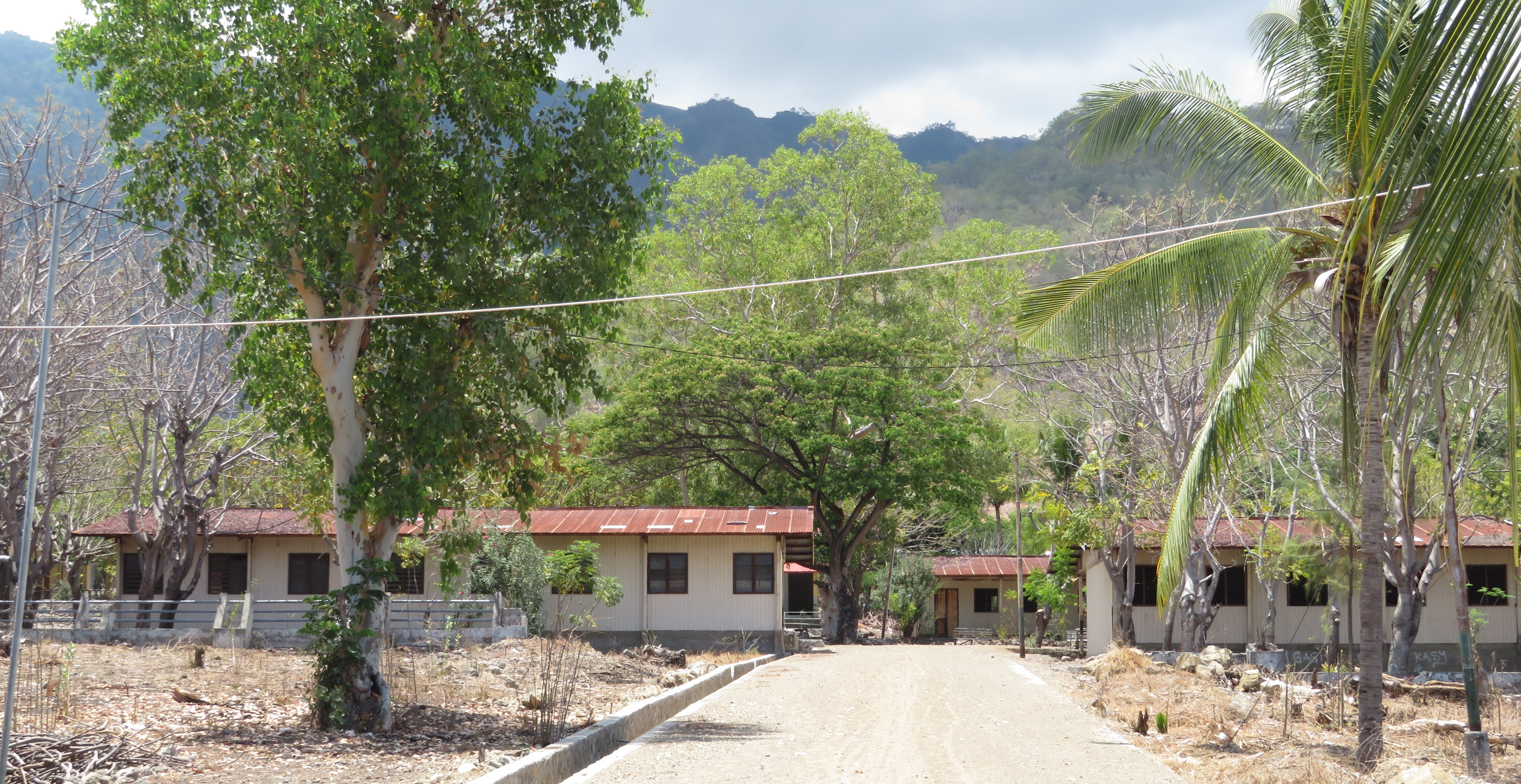
Grundschule in Ilitecaraquia

Die Aldeia Ilitecaraquia bildet den Norden des Sucos Vila Maumeta (Gemeinde Atauro), an der Ostküste Atauros. Südlich von Ilitecaraquia befindet sich die Aldeia Ilimanu. Im Westen grenzt Ilitecaraquia an den Suco Maquili und im Norden an den Suco Beloi. Ponta Era ist der östlichste Punkt von Ilitecaraquia.
Im Osten der Aldeia liegt der Norden von Vila Maumeta (Vila), dem Hauptort der Insel. Hier im Ortsteil Ilitecaraquia befinden sich protestantische Kapelle Vila Mau Meta, die Grundschule Perola de Atauro.